# Miss Aruba

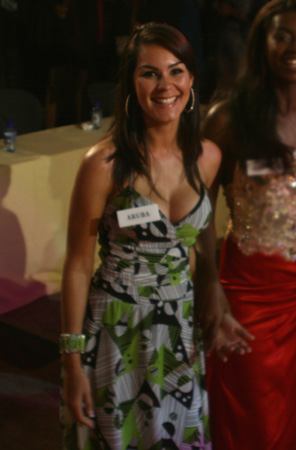
Christina Trejo, Miss Aruba 2008.

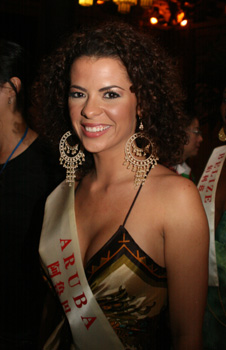
Boyura Martini, Miss Aruba 2007.

Miss Aruba désigne les concours de beauté féminine destinés aux jeunes femmes de l'île d'Aruba.

## Les Miss Aruba pour Miss Univers
| Année | Nom                              | Classement   | Récompenses       |
| ----- | -------------------------------- | ------------ | ----------------- |
| 1964  | Lidia Lidwina Henriquez          |              |                   |
| 1965  | Dorinda Croes                    |              |                   |
| 1966  | Sandra Fang                      |              |                   |
| 1967  | Ivonne Maduro                    |              |                   |
| 1968  | Sandra Croes                     |              |                   |
| 1969  | Jeanette Geerman                 |              |                   |
| 1970  | Linda Annette Richmon            |              |                   |
| 1971  | Vicenta Vallita Maduro           |              |                   |
| 1972  | Ivonne Dirksz                    |              |                   |
| 1973  | Monica Ethline Oduber            |              |                   |
| 1974  | Maureen Ava Vieira               |              |                   |
| 1975  | Martica Pamela Brown             |              |                   |
| 1976  | Cynthia Marlene Bruin            |              |                   |
| 1977  | Margaret Eldrid Oduber           |              |                   |
| 1978  | Margarita Marieta Tromp          |              |                   |
| 1979  | Lugina Liliana Margareta Vilchez |              |                   |
| 1980  | Magaly Celestina Maduro          |              |                   |
| 1981  | Synia Reyes                      |              |                   |
| 1982  | Noriza Antonio Helder            |              |                   |
| 1983  | Milva Evertz                     |              |                   |
| 1984  | Jacqueline Deborah van Putten    |              |                   |
| 1985  | Didn’t compete                   |              |                   |
| 1986  | Mildred Jacqueline Semeleer      |              |                   |
| 1987  |                                  |              |                   |
| 1988  |                                  |              |                   |
| 1989  | Karina Felix                     |              |                   |
| 1990  | Gwendolyne Charlotte Kwidama     | 64e          |                   |
| 1991  |                                  |              |                   |
| 1992  | Yerusha Rasmijn                  | 70e          |                   |
| 1993  | Dyane Escalona                   | 31e          |                   |
| 1994  | Alexandra Ochoa Hincapie         | 25e          |                   |
| 1995  | Marie-Denise Herrlein            | 59e          |                   |
| 1996  | Taryn Scheryl Mansell            | 1re dauphine |                   |
| 1997  | Karen-Ann Peterson               | 61e          |                   |
| 1998  | Wendy Lacle                      |              |                   |
| 1999  | Irina Croes                      |              |                   |
| 2000  | Tamara Scaroni                   |              | Miss Congeniality |
| 2001  | Denise Balinge                   |              |                   |
| 2002  | Deyanira Ludwina Frank           |              |                   |
| 2003  | Malayka Rasmijn                  |              |                   |
| 2004  | Zizi Lee                         |              |                   |
| 2005  | Luisana Cicilia                  |              |                   |
| 2006  | Melissa Vanessa Laclé            |              |                   |
| 2007  | Carolina Raven                   |              |                   |
| 2008  | Tracey Nicolaas                  |              |                   |
| 2009  | Dianne Croes                     |              |                   |
| 2010  | Priscilla Lee                    |              |                   |
| 2011  | Gillain Berry                    |              |                   |
| 2012  | Liza Helder                      |              |                   |
| 2013  | Stefanie Evangelista             |              |                   |
| 2014  | Digene Zimmerman                 |              |                   |
| 2015  | Alysha Boekhoudt                 |              |                   |
| 2016  | Charlene Leslie                  |              |                   |
| 2017  | Alina Mansur                     |              |                   |
| 2018  | Kimberly Julsing                 |              |                   |
| 2019  | Danna Garcia                     |              |                   |
| 2020  | Helen Hernandez                  |              |                   |
| 2021  | Thessaly Zimmerman               | Top 10       |                   |
| 2022  | Kiara Arends                     |              |                   |
| 2023  | Karol Croes                      |              |                   |
| 2024  | Anouk Eman                       | Top 30       |                   |
| 2025  | Hannah Arends                    |              |                   |

## Les Miss Aruba pour Miss Monde
| Année | Nom                              | Classement                | Récompenses          |
| ----- | -------------------------------- | ------------------------- | -------------------- |
| 1964  | Regina Croes                     |                           |                      |
| 1965  |                                  |                           |                      |
| 1966  | Reina Patricia Hernandez         |                           |                      |
| 1967  |                                  |                           |                      |
| 1968  |                                  |                           |                      |
| 1969  |                                  |                           |                      |
| 1970  |                                  |                           |                      |
| 1971  |                                  |                           |                      |
| 1972  | Sandra Werleman                  |                           |                      |
| 1973  | Edwina Diaz                      |                           |                      |
| 1974  | Esther Angeli Luisa Marugg       |                           |                      |
| 1975  | Cynthia Marlene Bruin            |                           |                      |
| 1976  | Maureen Wever                    |                           |                      |
| 1977  | Helene Marie Croes               |                           |                      |
| 1978  | Rose Anne Marie Lejuez           |                           |                      |
| 1979  | Vianca Maria Magdalena van Hoek  |                           |                      |
| 1980  | Ethline Ambrosia Dekker          |                           |                      |
| 1981  | Gerarda Hendrine Jantiene Reopel |                           |                      |
| 1982  | Noriza Antonia Helder            |                           |                      |
| 1983  | Audrey Bruges                    |                           |                      |
| 1984  | Margaret Jane Bislick            |                           |                      |
| 1985  | Jacqueline Deborah van Putten    |                           |                      |
| 1986  |                                  |                           |                      |
| 1987  |                                  |                           |                      |
| 1988  |                                  |                           |                      |
| 1989  | Delailah Odor-Wever              |                           |                      |
| 1990  | Gwendolyne Charlotte Kwidama     | Top 10 semifinaliste (en) |                      |
| 1991  | Sandra Croes                     |                           |                      |
| 1992  | Solange Noelle Nicolaas          |                           |                      |
| 1993  | Christina van der Berg           |                           |                      |
| 1994  |                                  |                           |                      |
| 1995  | Tessa Pieterz                    |                           |                      |
| 1996  | Afranina Henriques               | Top 10 semifinaliste (en) | Miss World Caribbean |
| 1997  | Michella Laclé Croes             |                           |                      |
| 1998  | Judelca Shahira Briceno          |                           |                      |
| 1999  | Cindy Vanessa Cam Lin Martinus   |                           |                      |
| 2000  | Monique Angelique van der Horn   |                           |                      |
| 2001  | Zizi Lee                         | 1st runner-up             | Miss World Caribbean |
| 2002  | Rachelle Oduber                  | Top 20 semifinaliste (en) | Miss World Caribbean |
| 2003  | Nathalie Biermanns               |                           |                      |
| 2004  | Luisana Nikualy Cicilia          |                           |                      |
| 2005  | Sarah Carolina Juddan            |                           |                      |
| 2006  | Shanandoa Wijshijer              |                           |                      |
| 2007  | Boyoura Martijn                  |                           |                      |
| 2008  | Christina Trejo                  |                           |                      |
| 2009  | Nuraisa Lispier                  |                           |                      |
| 2010  | Kimberly del Valle Kuiperi       |                           |                      |
| 2011  | Gillain Berry                    |                           |                      |
| 2012  | Lucianette Verhoeks              |                           |                      |
| 2013  | Larisa Leeuwe                    |                           |                      |
| 2014  | Joitza Henriquez                 |                           |                      |
| 2015  | Nicole Van Tellingen             |                           |                      |
| 2016  | Lynette do Nascimento            |                           |                      |

## Les Miss Aruba pour Miss International
| Année | Nom                            | Classement         | Récompenses                |
| ----- | ------------------------------ | ------------------ | -------------------------- |
| 1994  | Alexandra Ochoa Hincapié       | 1st runner-up (en) |                            |
| 1995  | Yolanda Janssen                |                    |                            |
| 1996  | Julisa Marie Lampe             |                    |                            |
| 1997  | Louisette Mariela Vlinder      |                    |                            |
| 1998  | Anushka Sheritsa Lew Jen Tai   |                    |                            |
| 1999  | Cindy Vanessa Cam Lin Martinus |                    |                            |
| 2000  | Carolina Francisca Albertsz    |                    | Best National Costume (en) |
| 2001  | Daphne Dione Croes             | Top 15 (en)        |                            |
| 2002  | Jerianne Tiel                  |                    |                            |
| 2003  | Falon Juliana Lopez            |                    |                            |
| 2004  | Ysaura Giel                    |                    |                            |
| 2005  | Gita van Bochove               |                    |                            |
| 2006  | Luizanne "Zenny" Donata        |                    |                            |
| 2007  | Jonella Oduber                 |                    | Best National Costume (en) |
| 2008  | Nuraisa Lispier                |                    | Best National Costume (en) |
| 2009  | Christina Trejo                |                    |                            |
| 2010  | Ivana Werleman                 |                    |                            |
| 2011  | Vivian Chow                    |                    |                            |
| 2013  | Erialda Josaine Croes          |                    |                            |
| 2014  | Chimay Damiany Ramos           |                    |                            |
| 2015  | Laura Marcela Ruiz             |                    |                            |
| 2016  | Tania Nunes                    |                    |                            |

## Les Miss Aruba pour Miss Terre
| Année | Nom                    | Classement | Récompenses |
| ----- | ---------------------- | ---------- | ----------- |
| 2011  | Melissa Laclé,         |            |             |
| 2015  | Kimberly Zsa Zsa Wever |            |             |